# 石头城
32°03′09″N 118°44′59″E / 32.0524°N 118.7497°E

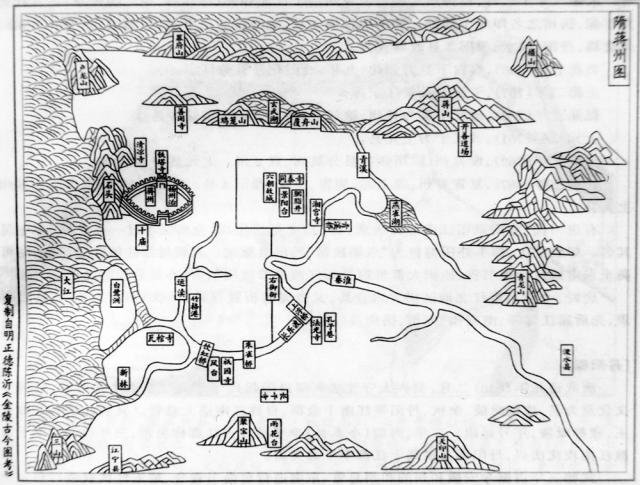
明代陈沂所著《金陵古今图考》中〈隋朝蒋州城图〉。

石头城位于中华人民共和国江苏省南京市的清凉山，是一座始建于孙吴时期的军事要塞。此后该要塞得以扩建，并在隋代一度作为蒋州州治所在地。此后石头城的史料记载逐渐消失，关于其具体位置也存在多种说法。
1957年，清凉山旁的鬼脸城以“石头城遗迹”之名，列入江苏省文物保护单位，但此段城墙事后被证明是南京明城墙的一部分。1998年，南京市文物研究所在清凉山发掘出了石头小城遗址，并于此后确认了石头大城的具体范围。2016年6月至2017年2月，南京大学历史学院、南京大学文化与自然遗产研究所与清凉山公园管理处对石头城遗址展开了联合考古发掘，并在这次发掘中确认了石头城的实际位置。2023年12月，石头城考古遗址公园列为江苏省考古遗址公园立项项目。

## 历史
东汉建安十六年（211年），孙权改称秣陵为建业，并在建业城外的石头山上修建了一座城。该城在石头山上，因而得名石头城。该城原址为楚国所建金陵邑之地，或称为金陵邑邑城。这座城池从此成为保卫建业城的第一要塞，肩负着长江防御的重要任务，城内储存有军粮和军械。自此“石头城”成为南京的代称之一。:12-18:23-29:74-79
东晋至南朝时，石头城仍为重要的江防要塞。东晋时的王敦之乱与苏峻之乱中，石头城成为了各路势力争夺的焦点。东晋时庾亮、刘裕先后扩建该城，石头城规模得以扩大。后人为了加以区分，东吴时修建的石头城被称为石头小城，而东晋扩建的石头城是为石头大城，又称石头大坞。陈朝陈宣帝太建二年（570年）时，石头城再次得以扩建。:12-18:23-29:74-79
隋灭南陈后，建康城遭到平毁，石头城内新设立了蒋州州治。五代时，杨吴大臣徐温修建金陵府城，石头城被扩入城内。此后石头城的记载逐渐从史料中消失，具体原因在学界存在多种说法：有说法认为石头城在宋代之后逐渐被废毁；有说法称石头城是在明代时修建应天府城时被完全拆毁；也有说法称石头城被筑入了南京明城墙中。:12-18:23-29:74-79

## 考辨

### 结构
在史料记载中，存在一座石头斗城，该城在石头城附近，但具体位置不详:77。
据史料记载，东晋时的石头城周长“七里一百步”，在南面开有两门，在东面开有一门，西北面因与长江相邻而不设门。西侧的南门被称为西门，也称西南门。在正南门上建有门楼。城西南角上建有烽火楼，石头山的山岗上也建造了一座烽火台。城内东北修建有一座储量用的仓城。东晋时在城内东侧修建了一座入汉楼。:12-18:29:74-79

### 位置
明清以来，清凉山西侧的鬼脸城为石头城的观点被广为接受。清朝乾隆年间，与鬼脸城遗址相关的景观“石城霁雪”被列入了金陵四十八景之中。1957年，鬼脸城遗址被以“石头城遗迹”的名称列入江苏省文物保护单位。但此后该段城墙被核实为明城墙，1988年鬼脸城遗址作为南京明城墙的一段被列入第三批全国重点文物保护单位中。:29:78现在石头城公园内。
1980年代以来，关于石头城的位置除鬼脸城外，存在多种说法：一种说法认为在清凉山北侧，具体位置存在分歧，如清凉山北、四望山南一带，或北草场门一带:37。一种说法认为在清凉山之南，具体位置存在分歧，如清凉山西南的汉中门与莫愁湖之间，或汉中门与清凉山之间。一种说法认为在清凉山公园一带。一种说法认为在清凉山上，而清凉山下还有配套的军事设施。:29:78
1998年7月至1999年2月，南京市文物研究所为探查石头城城址，在清凉山一带进行多次野外调查和勘探工作:37。在清凉山公园、国防园、盋山山脊:41，发现一处六朝古城基址。该城仍留存东、西、北三面墙基，宽10米，残高6米:79。此处城垣初建于孫吳时期，东晋以后又有加筑。五代、北宋时期，彻底弃用:37。通过出土文物及其位置，考古人员确定该城为石头小城:29-31。
2012年，考古人员在清凉山北麓接近山顶的位置发现了石头大城的北城墙，而东城墙位于清凉山东岗，西城墙位于国防园东岗，南城墙在乌龙潭北岸，长度与“七里一百步”的史料记载相同，且完全将石头小城包含在内。经鉴定后，考古人员将该城定为石头大城:29-31。
2016年6月至2017年2月，经国家文物局批准，南京大学历史学院、南京大学文化与自然遗产研究所和清凉山公园管理处组成联合考古队，对南京清凉山公园内六朝石头城北垣遗迹进行了考古发掘，发掘面积约600平方米，发现了孙吴时期的顺城垣砖铺路面、东晋至南朝早期夯土城墙和角楼遗迹、南朝晚期的城门遗迹、六朝时期的瓦当和铭文砖等，由此完全确认了六朝时期的石头城位置。

## 延伸阅读
[在维基数据编辑]
 《盋山志·卷一·形胜》，出自顧雲《盋山志》